# Дірк Уттенбогаард
Дірк Уттенбогаард (нід. Dirk Uittenbogaard, нар. 8 травня 1990, Амстердам, Нідерланди) — нідерландський веслувальник, олімпійський чемпіон 2020 року, бронзовий призер Олімпійських ігор 2016 року.

## Виступи на Олімпіадах
| Олімпіада           | Дисципліна     | Місце |
| ------------------- | -------------- | ----- |
| Ріо-де-Жанейро 2016 | вісімки        | 3     |
| Токіо 2020          | парні четвірки | 1     |

## Зовнішні посилання
- Дірк Уттенбогаард — олімпійська статистика на сайті Sports-Reference.com (англ.) (архівна версія)
- Профіль [Архівовано 7 січня 2021 у Wayback Machine.] на сайті FISA.